# Rów górnej Nysy Kłodzkiej

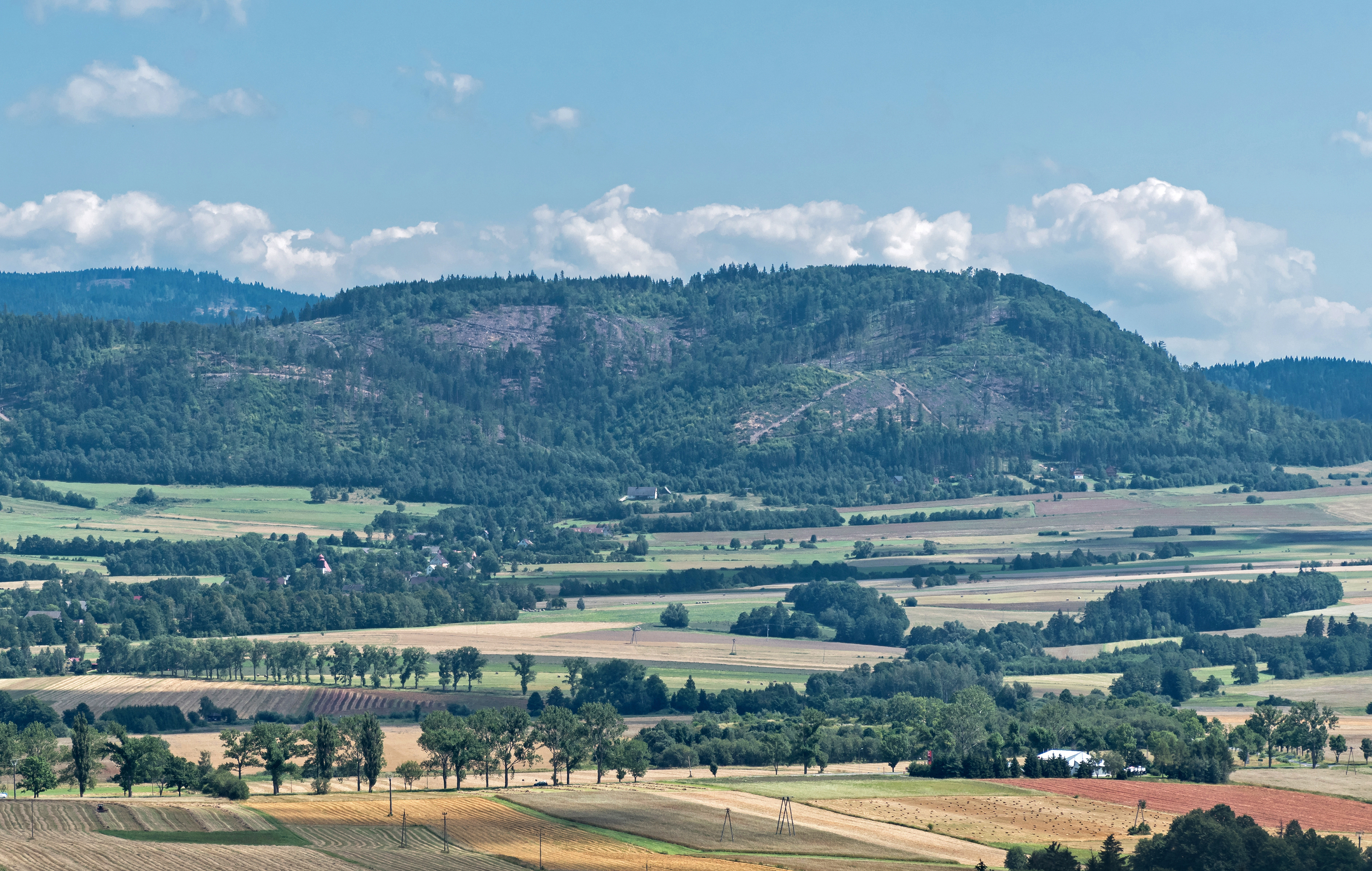
Rów górnej Nysy Kłodzkiej w okolicach Międzylesia

Rów górnej Nysy Kłodzkiej, rów górnej Nysy – niewielka jednostka geologiczna w centralnej części Sudetów. Położona jest między metamorfikiem bystrzycko-orlickim a metamorfikiem Lądka i Śnieżnika; na północy sąsiaduje z niecką śródsudecką; na południu, po stronie czeskiej jej przedłużeniem jest králický uval.
Ma kształt rowu – warstwy skalne leżą prawie poziomo. Wschodnia i zachodnia granica ma charakter uskoku. Południowa część leży w Czechach.
Rów górnej Nysy Kłodzkiej wypełniony jest skałami osadowymi powstałymi w górnej kredy. Są to przede wszystkim piaskowce i margle, podrzędnie zlepieńce, mułowce i łupki ilaste. Osady górnokredowe występują też wyżej, na obszarze Gór Bystrzyckich i Krowiarek, ale nie należą one do rowu górnej Nysy Kłodzkiej, stanowią co najwyżej kontynuację utworów wypełniających rów, oddzieloną od niego uskokami.
Podłoże rowu tworzą skały metamorficzne analogiczne do występujących w metamorfiku bystrzycko-orlickim i metamorfiku Lądka i Śnieżnika.
Najwyższe piętro tworzą utwory kenozoiczne.
Rów górnej Nysy Kłodzkiej buduje podłoże Rowu Górnej Nysy, a na południu Kralicke brázdy.